# Албано-российские отношения
Российско-албанские отношения описывают международные отношения между Республикой Албания и Российской Федерацией. Термин также может относиться к отношениям между Албанией и Советским Союзом. Дипломатические отношения двух стран, фактически разорванные в 1961 году, были восстановлены в 1991 году. Экономическое сотрудничество двух стран крайне незначительно. На начало 2010-х годов объём двусторонней торговли мал, также незначительны российские инвестиции в Албанию.

## История

### Албания и Российская империя
Контакты России с территорией нынешней Албании насчитывают несколько веков. Уже в XVIII веке многие албанцы (арнауты) сражались под русскими знаменами, переселялись в Россию (память о них сохранилась в названиях Большой и Малой Арнаутской улицах Одессы). Отношение России к албанской независимости поначалу было негативным — на Берлинском конгрессе 1878 года Санкт-Петербург настаивал на разделе Албании между Сербией и Грецией.  Однако на Лондонской конференции 1912 года русский представитель Александр Петряев поддержал албанскую независимость и стал первым представителем империи в новом государстве.

### Албания и СССР

#### Албания и Советская Россия до 1939 года
Октябрьская революция существенно изменила российско-албанские отношения. Существенное влияние на политику внутри страны оказывали противоречия между белоэмигрантами и большевиками. Белая эмиграция коснулась также Албании — в эту страну выехало определенное количество офицеров разгромленных белых армий. Некоторые из них оставили заметный вклад в развитии страны — например, Василий Пузанов, изучавший птиц Албании, основал в Тиране музей естественных наук и стал его директором. Большевики также обратили внимание на Албанию — уже в 1920-е годы была послана к Фан Ноли советская миссия во главе с Аркадием Краковецким. В свою очередь белогвардейцы создали в 1924 году Русский отряд, который в авангарде войск Ахмеда Зогу 26 декабря того же года взял Тирану.

#### Дружба с СССР 1945—1961 годы
Так как Красная Армия никогда не освобождала Албанию, албанцы сами добились независимости. В 1945—1961 годах Тирана была одной из ближайших союзниц Москвы. В феврале 1949 года Албания стала членом совета экономической взаимопомощи — организации стран социалистического блока для экономического сотрудничества. Вскоре после этого Тирана заключила торговые договоры с Польшей, Чехословакией, Венгрией, Румынией и Советским Союзом. Технические советники из Советского Союза и стран Восточной Европы прибыли в Албанию, Советский Союз также послал в Албанию военных советников и построил базу подводных лодок на Сазанском острове. После ухудшения отношений между Советским Союзом и Югославией Албания и Болгария были единственными странами, которые Советский Союз мог использовать для поставок военных материалов греческим коммунистам. После развития ядерного вооружения стратегическое значение, которое Албания представляла для Советского Союза, было сведено на нет. К 1 июля 1952 года из Албании были репатриированы в СССР 824 советских гражданина.
Влияние СССР на развитие (точнее практически на создание с нуля) науки и промышленности Албании было очень велико. Из русского языка в албанский в 1945—1961 годах проникли многие интернационализмы («панель», «шасси», «пластмасса», «деталь», «дежурный» и т. д.). Также албанский язык обогатился русскими словами («тягач», «плитка», «тундра», «кулак» и др.). Благодаря помощи советских специалистов были открыты Албанская киностудия (1955) и Тиранский университет (1957). В СССР учились многие албанские специалисты, в том числе президент страны Альфред Моисиу, министры сельского хозяйства Пети Шамблы и Пирро Додбиба. Албания закупала в СССР машины, оборудование и ширпотреб, а поставляла в Союз сельхозпродукцию (табак, цитрусовые, маслины), оливковое масло, медь и битум. В 1957 году на Ленинградском монетном дворе для Албании было отчеканено несколько миллионов монет национальной валюты — лека. В Москве 28 апреля 1958 года создано общество советско-албанской дружбы.

#### Разрыв отношений и противостояние
Во время советско-китайского раскола Албания поддерживала Китай, что и отдалило её от Советского Союза. После дополнительного острого обмена мнениями между советскими и китайскими делегатами по отношению к албанской позиции во время XXII съезда КПСС в октябре 1961 года, Хрущёв особенно жёстко высказался о казни в Албании беременной женщины Гега, Лири — просоветского члена албанского политбюро, и 10 декабря этого же года Советский Союз разорвал дипломатические связи с Албанией. Все советские военные и технические советники были отозваны из Албании, включая работников дворца культуры, все поставки техники и запчастей были прекращены, демонтаж базы подлодок на Сазанском острове — начавшийся ещё до разрыва отношений — продолжился.
Китай компенсировал Албании потерю экономической поддержки Советского Союза. Китай доставил около 90 % всех запчастей, сельскохозяйственных и остальных грузов, обещанных Советским Союзом. Китай также предоставил Албании денежные займы на более выгодных условиях, чем Советский Союз. Китай и Албанию объединяло то, что, в отличие от советских советников, китайцы получали такую же заработную плату и жили в тех же условиях, что и албанские рабочие. Китай построил мощную радиостанцию в Албании, по которой Тирана десятилетиями пела гимны Сталину, Ходже и Мао. В обмен Албания предложила Китаю роль посредника в Европе и даже играла роль главного представителя Китая в ООН. Однако к разочарованию Албании, китайская техника и советники были гораздо худшего качества, чем советские. По иронии судьбы, языковой барьер между китайцами и албанцами вынудил их разговаривать на русском языке. Албания больше не принимала участие в Варшавском договоре или в Совете экономической взаимопомощи. Однако другие страны социалистического блока не разорвали экономические и дипломатические связи с Албанией. В 1964 году Албания захватила пустое здание советского посольства в Тиране, и албанские рабочие выразили желание иметь собственный дворец культуры.
В октябре того же года Ходжа положительно воспринял отстранение Хрущёва от власти в надежде, что новое советское руководство пересмотрит свою позицию относительно Албании. Но вскоре стало ясно, что Советский Союз не желает менять свою позицию, и отношения между странами так и не улучшились. В течение последующих десятилетий Тирана называла советских лидеров «предательскими подтасовщиками» и «предателями коммунизма». В 1964 году Ходжа потребовал от Советского Союза извинений и выплаты репараций за ущерб, нанесённый его стране. Советско-албанские отношения ещё более ухудшились после советского вторжения в Чехословакию в 1968 году, в ответ на которое Албания официально вышла из Организации Варшавского договора. В связи с разрывом отношений в 1961 году в Албании было ликвидировано Общество албано-советской дружбы. Однако общество советско-албанской дружбы в Москве продолжало действовать весь период разрыва отношений, регулярно посылая в Албанию поздравительные телеграммы по случаю праздников, которые Тирана неизменно возвращала.
После ухудшения отношений между Китаем и Албанией в 1970-х годах албанцы вновь повернулись к СССР и другим странам.

## Современность

### Торговля и инвестиции
В 1991 году были восстановлены дипломатические отношения между двумя странами. Однако сотрудничество Тираны и Москвы не отличается особой интенсивностью — между двумя странами даже отсутствует прямое воздушное сообщение. Албания пытается привлечь российских туристов, для чего предоставила им безвизовый режим в период с 1 мая по 30 сентября каждого года(прекратил действие в 2023 году). В России действует Общество дружбы с Албанией, которым руководит С. Г. Кулешов. В 1990-е годы товарооборот двух стран был очень мал — например, в 1995 году российский экспорт в Албанию составил 1,8 млн долларов, а албанский экспорт в РФ 0,1 млн долларов. В 2001—2010 годах двусторонний товарооборот увеличился с 17,3 млн долларов до 101,7 млн долларов, но затем сократился и в 2014 году составлял только 114,9 млн долларов. Причём все эти годы российский экспорт намного превосходил по стоимости поставки в РФ из Албании. Например, в 2014 году российский экспорт в Албанию составил 110,6 млн долларов, а албанский экспорт в Россию только 4,3 млн долларов. На Россию в 2014 году пришлось лишь 1,5 % внешней торговли Албании.
Не лучше ситуация со взаимными инвестициями. Объём накопленных прямых инвестиций в РФ из Албании составил на начало 2014 года 11 млн долларов. Россия же предпочитает инвестировать не в Албанию, а в Сербию и Черногорию. На начало 2014 года объём накопленных прямых российских инвестицию в Албанию составил 2 млн долларов, а в Черногорию, страну со много меньшим населением, — 1232 млн долларов. Из российских проектов в Албании наиболее известна попытка российской компании «Тервинго» инвестировать в хромитовую промышленность этой балканской страны. В 2007 году «Тервинго» совместно с австрийской компанией «Decometal» выкупила албанскую хромитовую промышленность, создав компанию «Albanian Chrome», провела реконструкцию ранее остановленных предприятий. Однако уже в 2009 году «Тервинго» продала свой пакет акций и вышла из проекта.

### Политические вопросы
На двусторонние отношения негативное влияние оказывает неприятие Россией прозападной политики Албании, которая вступила в НАТО. Камнями преткновения являются вопрос легитимности Республики Косово, которую не признаёт Российская Федерация, и территориальная принадлежность Крыма.
В 2014 году Албания в связи с событиями на Украине ввела против России санкции, в ответ на что в 2015 году российские власти ввели эмбарго на поставки продовольствия из Албании. Премьер-министр Албании Эди Рама считает, что у России может появиться серьёзное влияние в Албании, если там ЕС допустит «возникновение вакуума».
Албания выступила против аннексии Крыма Россией в 2014 году и действий России по дестабилизации в восточных областях Украины. Албанские власти были обеспокоены растущим использованием Россией своей мощи и заявили, что Западу необходимо твердо и единодушно отреагировать на действия России на Украине.
В ноябре 2016 года в Албании отменили проведение Дней России и отказали в оформлении культурных виз всем членам делегации в связи с тем, что в рамках круглого стола планировалось участие представителей Республики Крым, а на повестке дня находились болезненные вопросы о политике в Балканском регионе и отношениях с Турцией.
В середине февраля 2022 года министр иностранных дел России Сергей Лавров обвинил Албанию, как и две другие балканские страны в отправке наёмников на Донбасс, албанские официальные лица отвергли эти обвинения.
Албания осудила признание Россией непризнанных республик на Донбассе как нарушение Минского протокола, международных законов, государственности и границ Украины.
С началом Россией вторжения на Украину президент Албании Илир Мета, премьер-министр Эди Рама, министр по европейским и иностранным делам Олта Джачка и представитель Албании в ООН Ферит Ходжа (Ferit Hoxha) выступили с заявлениями, осуждающими российское вторжение на Украину.
В конце февраля 2022 года Албания и США представили совместно написанную резолюцию, осуждающую российское вторжение на Украину в Совет безопасности ООН, но Россия наложила на неё вето. Будучи членом Совета безопасности ООН Албания выступила соавтором резолюции США о созыве чрезвычайной сессии Генеральной Ассамблеи по поводу вторжения на Украину. Поскольку это было процедурное голосование, противостояние России не повлияло на результат, и резолюция была принята. На этой созванной чрезвычайной сессии Генеральной Ассамблеи Албания голосовала за резолюцию ES-11/1, осуждающую российское вторжение и требующей полного вывода российских войск с территории Украины, которая была принята большинством голосов.
Албания ввела санкции против России, нацеленные на представителей политической и экономической элиты, близких к российскому президенту Владимиру Путину в секторах, относящихся к энергии, финансам, технологии и транспорта, закрыла своё воздушное пространство для российской авиации The name of a Tirana street where the Russian embassy is located was changed to "Free Ukraine" by Mayor Erion Veliaj.. Россия в ответ внесла Албанию в список «недружественных стран».
В середине марта Албания и пять других стран-участниц Совета безопасности ООН обвинили Россию в совершении военных преступлений на территории Украины. Президент Албании Мета, министр по европейским и иностранным делам Олта Джачка и спикер парламента Линдита Никола осудили Россию за массовое убийство в Буче, потребовали международного ответа на происшедшее и независимого расследования. Албания голосовала за резолюцию ES-11/3 Генеральной Ассамблеи ООН о приостановке членства России в Совете ООН по правам человека. Резолюция была принята.
6 марта 2022 года российская армия при обстреле Харькова во время вторжения на Украину уничтожила почетное консульство Албании (жертв не было, поскольку персонал заблаговременно покинул здание). Министерство иностранных дел Албании осудило нападение. 7 марта городской совет Тираны переименовал улицу, где стоят посольства России и Украины, в улицу Свободной Украины в знак поддержки сопротивления страны российскому вторжению.

### Культурные программы
На V Санкт-Петербургском международном культурном форуме, прошедшем в декабре 2016 года, министр культуры Албании Мирелей Кумбаро подписала с Владимиром Мединским Программу сотрудничества между министерствами культуры России и Албании на 2017—2019 годы.

## Послы
- Список послов Албании в России
- Список послов СССР и России в Албании